# Вальтер Моссманн
Вальтер Моссманн (нім. Walter Mossmann; народився 31 серпня 1941, Карлсруе) — німецький співак, автор пісень, письменник, журналіст, режисер, громадський діяч.
Студіював літературознавство та політичні науки, спеціалізація країни, що розвиваються (Латинська Америка). Брав участь у студентському русі. У 1964 році він опублікував вірші. Брав участь у низці фестивалів з своїми власними піснями.
З 1968 р. працював журналістом та автором для різних ЗМІ: радіо, кіно, телебачення, друкованих ЗМІ, театру.
З 1973 р. почав займатися темою екології та енергетичної політики, рішучий критик атомної індустрії та співзасновник західнонімецького руху проти будівництва атомних електростанцій (громадський рух, який охоплював всі політичні партії). З цим проектом подорожував по Західній Європі, Скандинавії та Канаді.
У 1992 р. новий напрям — пострадянська Україна : фільми, репортажі, есе та проекти культурного обміну, як-от «Розмова про кордони» (1997—2001 рр., Франція/Німеччина та Польща/Україна), зреалізовані у співпраці з містами-побратимами Львів та Фрайбурґ та Фундацією Гайнріха Бьолля. З 2006 р. знову займається темою Чорнобиля, з ініціативи і у співпраці з депутатом Європарламенту Ребеккою Гармс.
З середини 1990-х років через рак горла та ураження голосу припинив співати.